# 高圓寺站

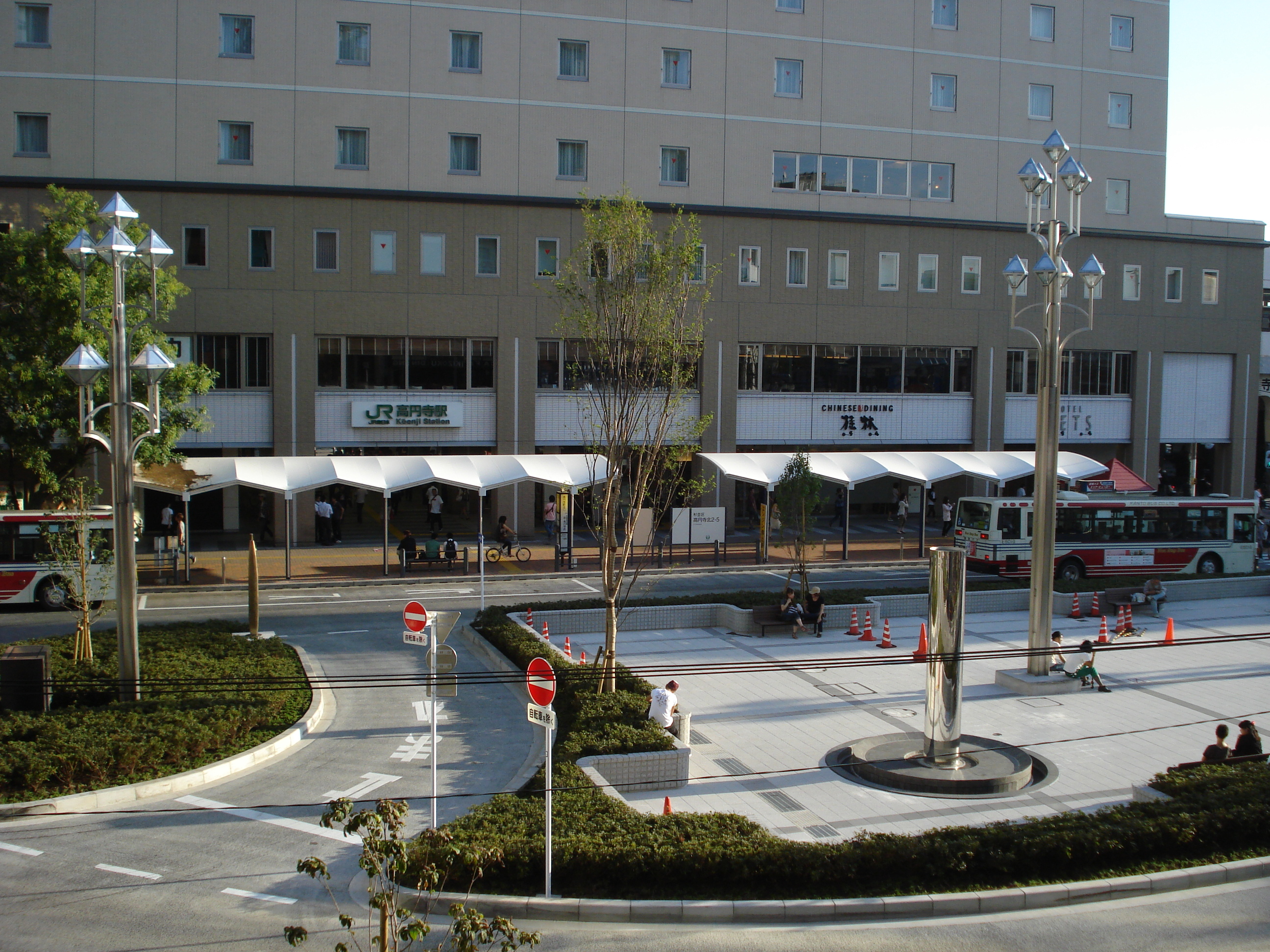
北口（2009年9月）

高圓寺站（日语：／ Kōenji eki */?）是位於日本東京都杉並區高圓寺南，屬於東日本旅客鐵道（JR東日本）中央本線的鐵路車站。中央線快速電車的車站編號是JC 07，中央·總武線各站停車的車站編號是JB 06。
作為運行系統有行走急行線的中央線快速電車與行走緩行線的中央·總武線各站停車2個系統停靠。但是中央線快速電車只限平日繁忙時段停靠（參見「中央線快速#快速停車站有關討論」）。另外有途經中野站直通的地下鐵東西線列車停靠。本站依據特定都區市內屬於「東京都區內」的車站。

## 車站構造
本站是高架車站，月台採島式月台2面4線設計，快速線和緩行線各自使用一座島式月台。

### 月台配置
| 月台 | 路線                         | 方向 | 目的地                           |
| ---- | ---------------------------- | ---- | -------------------------------- |
| 1    | 中央·總武線（各站停車）      | 西行 | 三鷹方向                         |
| 2    | 中央·總武線（各站停車）      | 東行 | 新宿、千葉、東京地下鐵東西線方向 |
| 3    | 中央線（快速） ※只限平日停靠 | 下行 | 三鷹、立川、高尾方向             |
| 4    | 中央線（快速） ※只限平日停靠 | 上行 | 中野、新宿、東京方向             |

（來源：JR東日本:車站構內圖 （页面存档备份，存于））

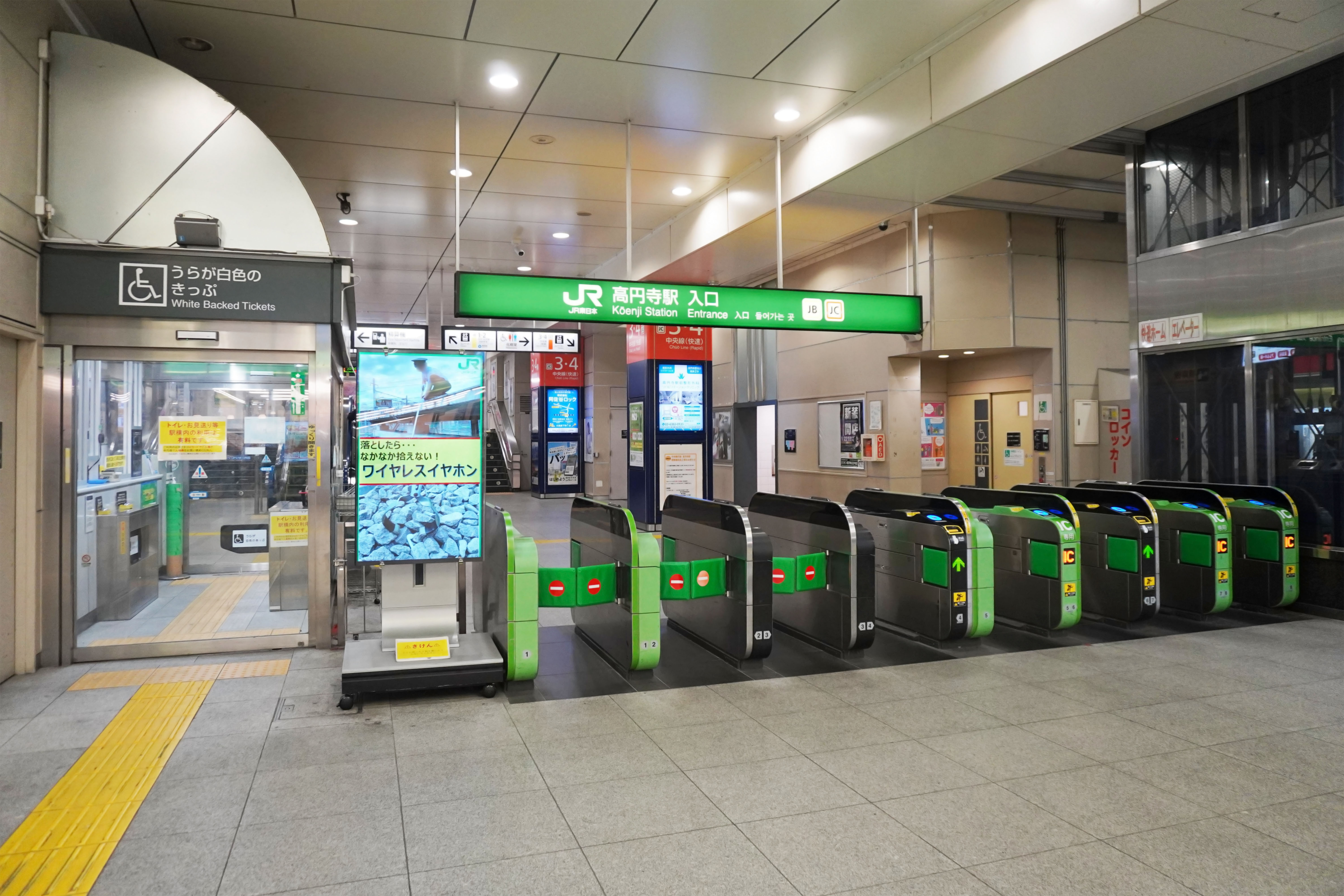
驗票閘口（2024年1月）
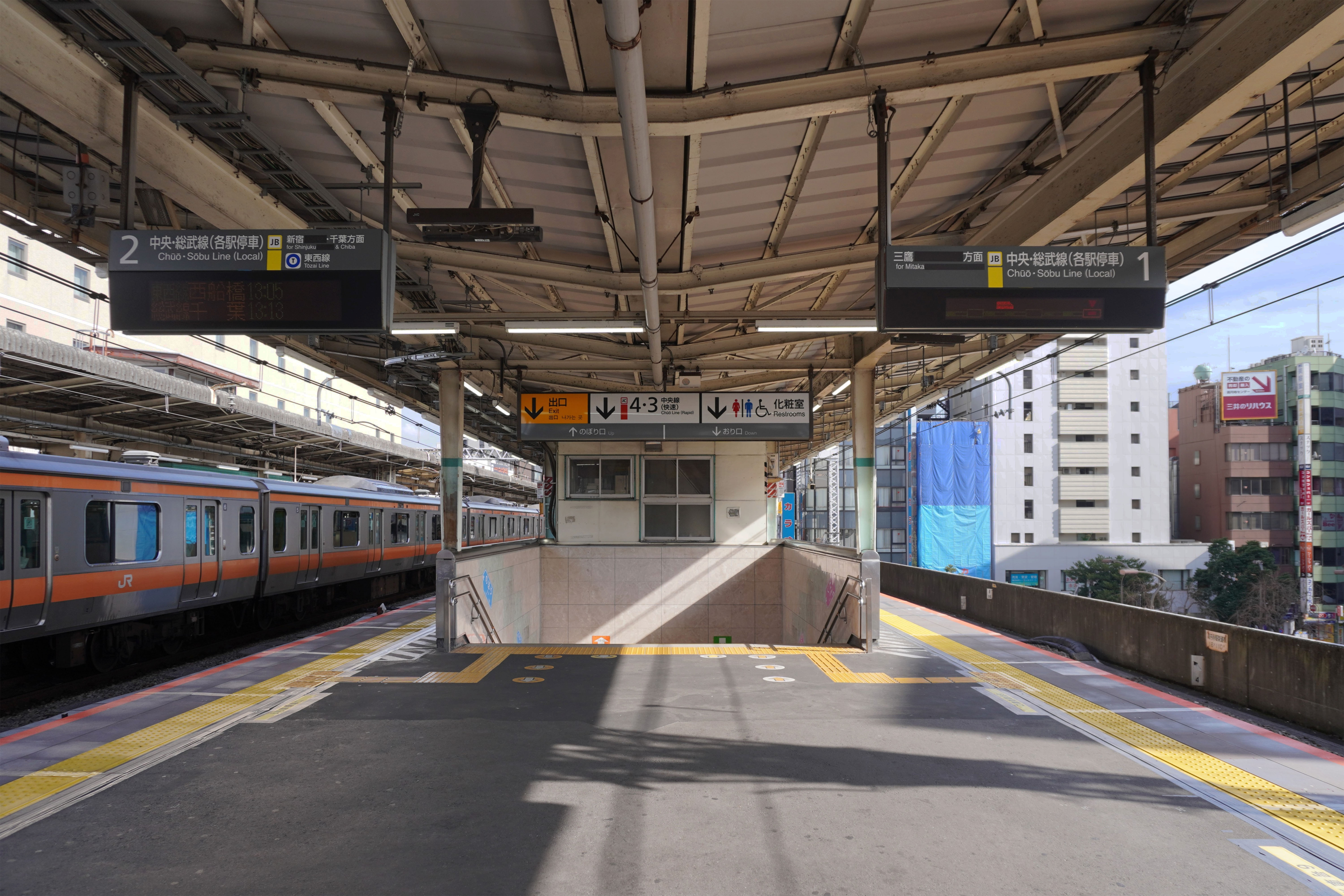
中央·總武線1號與2號月台（2024年1月）
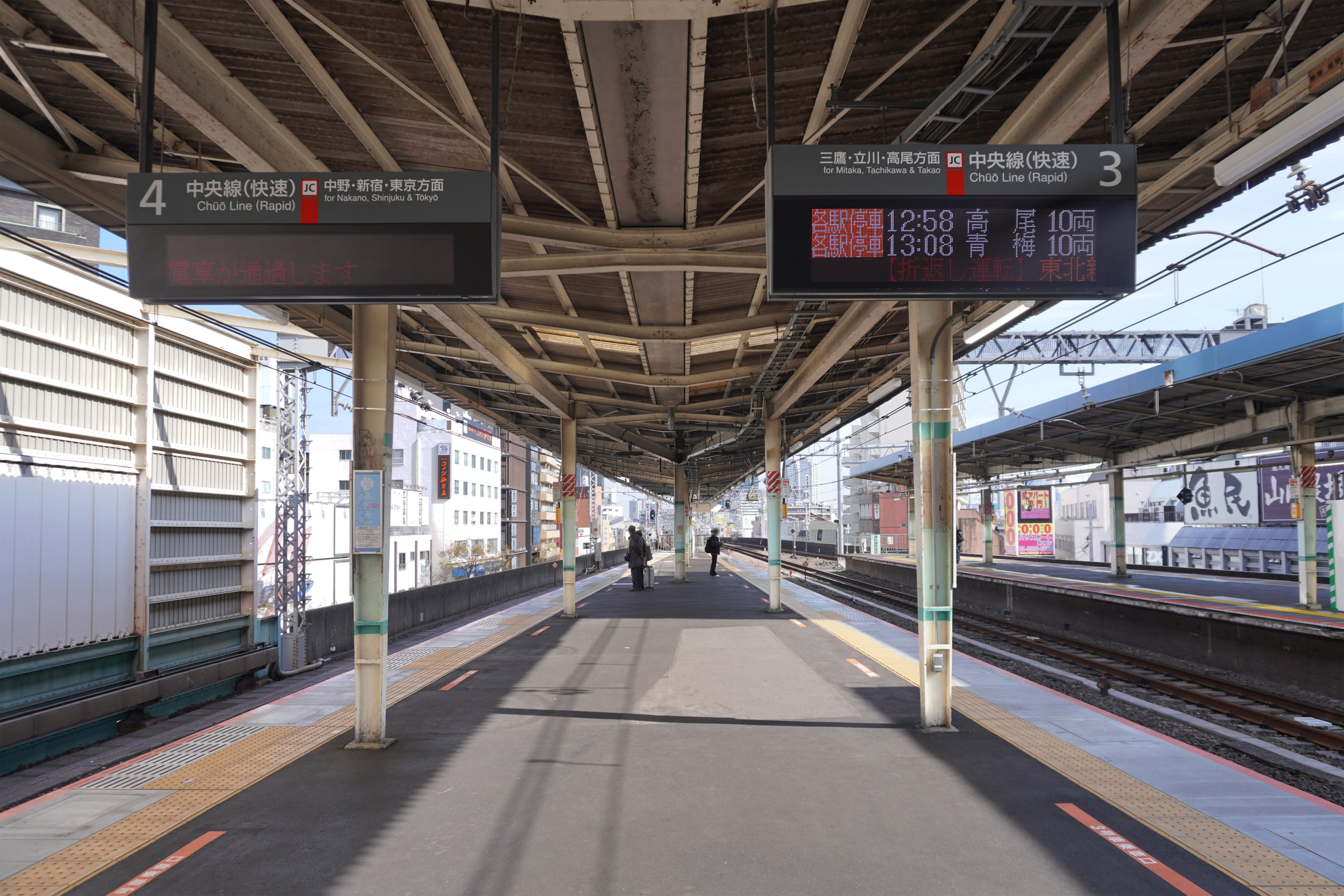
中央快速線3號與4號月台（2024年1月）

## 利用狀況
2019年（令和元年）度1日平均上車人次為51,647人。
近年的推移如下表。
| 年度               | 1日平均 上車人次 | 來源     |
| ------------------ | ---------------- | -------- |
| 1990年（平成02年） | 50,551           | [ * 1 ]  |
| 1991年（平成03年） | 53,003           | [ * 2 ]  |
| 1992年（平成04年） | 54,351           | [ * 3 ]  |
| 1993年（平成05年） | 54,356           | [ * 4 ]  |
| 1994年（平成06年） | 52,901           | [ * 5 ]  |
| 1995年（平成07年） | 51,489           | [ * 6 ]  |
| 1996年（平成08年） | 51,630           | [ * 7 ]  |
| 1997年（平成09年） | 50,720           | [ * 8 ]  |
| 1998年（平成10年） | 49,899           | [ * 9 ]  |
| 1999年（平成11年） | 49,527           | [ * 10 ] |
| 2000年（平成12年） | 49,482           | [ * 11 ] |
| 2001年（平成13年） | 49,765           | [ * 12 ] |
| 2002年（平成14年） | 49,662           | [ * 13 ] |
| 2003年（平成15年） | 49,450           | [ * 14 ] |
| 2004年（平成16年） | 48,541           | [ * 15 ] |
| 2005年（平成17年） | 48,233           | [ * 16 ] |
| 2006年（平成18年） | 48,463           | [ * 17 ] |
| 2007年（平成19年） | 49,536           | [ * 18 ] |
| 2008年（平成20年） | 49,353           | [ * 19 ] |
| 2009年（平成21年） | 49,079           | [ * 20 ] |
| 2010年（平成22年） | 48,634           | [ * 21 ] |
| 2011年（平成23年） | 48,055           | [ * 22 ] |
| 2012年（平成24年） | 48,341           | [ * 23 ] |
| 2013年（平成25年） | 49,238           | [ * 24 ] |
| 2014年（平成26年） | 48,999           | [ * 25 ] |
| 2015年（平成27年） | 49,907           | [ * 26 ] |
| 2016年（平成28年） | 50,339           | [ * 27 ] |
| 2017年（平成29年） | 51,388           | [ * 28 ] |
| 2018年（平成30年） | 51,763           | [ * 29 ] |
| 2019年（令和元年） | 51,647           |          |

## 鄰近建築
- 高圓寺純情商店街
- 高圓寺

## 歷史
- 1922年7月15日：國有鐵道車站開業。
- 1945年5月25日：東京大空襲，車站燒失。
- 1952年：新車站興建完成。
- 1964年9月22日：改建複線及高架化。
- 1966年4月3日：完成複線及高架化。
- 1987年4月1日：實行國鐵分割民營化，由JR東日本繼承本站。

## 相鄰車站
東日本旅客鐵道
 中央線（快速）
■通勤特快、■中央特快、■青梅特快、■通勤快速（以上為全部列車）、■快速（六、日、假期）
通過
■快速（平日下行高尾方向視作「各站停車」）
中野（JC 06）－高圓寺（JC 07）－阿佐谷（JC 08）
 中央·總武線（各站停車）、直通 東西線
中野（JB 07）－高圓寺（JB 06）－阿佐谷（JB 05）

### 利用狀況
1. ↑  東京都統計年鑑 （页面存档备份，存于） - 東京都
2. ↑  杉並区統計書 （页面存档备份，存于） - 杉並区

JR東日本1999年度以後的上車人次
1. ↑  各駅の乗車人員（1999年度） （页面存档备份，存于） - JR東日本
2. ↑  各駅の乗車人員（2000年度） （页面存档备份，存于） - JR東日本
3. ↑  各駅の乗車人員（2001年度） （页面存档备份，存于） - JR東日本
4. ↑  各駅の乗車人員（2002年度） （页面存档备份，存于） - JR東日本
5. ↑  各駅の乗車人員（2003年度） （页面存档备份，存于） - JR東日本
6. ↑  各駅の乗車人員（2004年度） （页面存档备份，存于） - JR東日本
7. ↑  各駅の乗車人員（2005年度） （页面存档备份，存于） - JR東日本
8. ↑  各駅の乗車人員（2006年度） （页面存档备份，存于） - JR東日本
9. ↑  各駅の乗車人員（2007年度） （页面存档备份，存于） - JR東日本
10. ↑  各駅の乗車人員（2008年度） （页面存档备份，存于） - JR東日本
11. ↑  各駅の乗車人員（2009年度） （页面存档备份，存于） - JR東日本
12. ↑  各駅の乗車人員（2010年度） （页面存档备份，存于） - JR東日本
13. ↑  各駅の乗車人員（2011年度） （页面存档备份，存于） - JR東日本
14. ↑  各駅の乗車人員（2012年度） （页面存档备份，存于） - JR東日本
15. ↑  各駅の乗車人員（2013年度） （页面存档备份，存于） - JR東日本
16. ↑  各駅の乗車人員（2014年度） （页面存档备份，存于） - JR東日本
17. ↑  各駅の乗車人員（2015年度） （页面存档备份，存于） - JR東日本
18. ↑  各駅の乗車人員（2016年度） （页面存档备份，存于） - JR東日本
19. ↑  各駅の乗車人員（2017年度） （页面存档备份，存于） - JR東日本
20. ↑  各駅の乗車人員（2018年度） （页面存档备份，存于） - JR東日本
21. ↑  各駅の乗車人員（2019年度） （页面存档备份，存于） - JR東日本

東京都統計年鑑
1. ↑  .   [2020-07-29]. （原始内容存档于2016-03-05）.
2. ↑  .   [2020-07-29]. （原始内容存档于2016-03-05）.
3. ↑  .   [2017-12-07]. （原始内容存档于2013-08-15）.
4. ↑  .   [2017-12-07]. （原始内容存档于2013-02-03）.
5. ↑  .   [2017-12-07]. （原始内容存档于2013-02-03）.
6. ↑  .   [2017-12-07]. （原始内容存档于2013-02-03）.
7. ↑  .   [2017-12-07]. （原始内容存档于2013-02-03）.
8. ↑  .   [2017-12-07]. （原始内容存档于2016-03-04）.
9. ↑  東京都統計年鑑（平成10年）PDF
10. ↑  東京都統計年鑑（平成11年）PDF
11. ↑  .   [2017-12-07]. （原始内容存档于2016-03-04）.
12. ↑  .   [2017-12-07]. （原始内容存档于2016-03-04）.
13. ↑  東京都統計年鑑（平成14年）[永久]
14. ↑  東京都統計年鑑（平成15年）[永久]
15. ↑  東京都統計年鑑（平成16年）[永久]
16. ↑  東京都統計年鑑（平成17年）[永久]
17. ↑  東京都統計年鑑（平成18年）[永久]
18. ↑  東京都統計年鑑（平成19年）[永久]
19. ↑  東京都統計年鑑（平成20年）[永久]
20. ↑  .   [2017-12-07]. （原始内容存档于2016-03-26）.
21. ↑  .   [2017-12-07]. （原始内容存档于2016-03-27）.
22. ↑  .   [2017-12-07]. （原始内容存档于2016-03-25）.
23. ↑  .   [2017-12-07]. （原始内容存档于2016-03-27）.
24. ↑  .   [2017-12-07]. （原始内容存档于2016-03-22）.
25. ↑  .   [2017-12-07]. （原始内容存档于2017-07-30）.
26. ↑  .   [2017-12-07]. （原始内容存档于2018-11-09）.
27. ↑  .   [2020-07-29]. （原始内容存档于2019-05-02）.
28. ↑  .   [2020-07-29]. （原始内容存档于2019-12-03）.
29. ↑  .   [2020-07-29]. （原始内容存档于2020-08-04）.

## 外部連結
- 車站資訊（高圓寺）：東日本旅客鐵道

35°42′19″N 139°38′58″E / 35.70528°N 139.64944°E